# Municipio de Moniteau (condado de Randolph)
El municipio de Moniteau (en inglés: Moniteau Township) es un municipio ubicado en el condado de Randolph en el estado estadounidense de Misuri. En el año 2010 tenía una población de 975 habitantes y una densidad poblacional de 12,79 personas por km².

## Geografía
El municipio de Moniteau se encuentra ubicado en las coordenadas 39°19′20″N 92°31′16″O / 39.32222, -92.52111. Según la Oficina del Censo de los Estados Unidos, el municipio tiene una superficie total de 76.24 km², de la cual 76,12 km² corresponden a tierra firme y (0,16 %) 0,12 km² es agua.

## Demografía
Según el censo de 2010, había 975 personas residiendo en el municipio de Moniteau. La densidad de población era de 12,79 hab./km². De los 975 habitantes, el municipio de Moniteau estaba compuesto por el 97,33 % blancos, el 0,21 % eran afroamericanos, el 0,21 % eran amerindios y el 2,26 % eran de una mezcla de razas. Del total de la población el 0,62 % eran hispanos o latinos de cualquier raza.